# Trio Tresca
Il Trio Tresca è un gruppo toscano di musica popolare italiana. Il repertorio, particolarmente indirizzato verso l'accompagnamento del ballo, comprende anche canti tradizionali e del lavoro della Toscana. La scelta di affidarsi al suono di strumenti quali il piffero, la fisarmonica e il mandolino, unita a quella di mantenere il suono schietto e immediato della tradizione appenninica, porta ad un vivace accompagnamento del ballo dal carattere antico molto lontano da quello del liscio da balera.
I componenti del trio, con alle spalle un'ampia esperienza nel campo della ricerca sul repertorio tradizionale iniziata negli anni '80, ripropongono danze popolari del centro Italia, in particolare quelle della zona montana che va dalla Liguria all'Umbria. Mantenendo come punto di riferimento il cuore della tradizione toscana raccolgono suggerimenti e influenze da quelle delle zone limitrofe, dal repertorio delle quattro province fino ad arrivare a Montemarano. Nel repertorio dei balli staccati compaiono: monferrina, trescone, manfrina, ballo in sei, giga, quadriglia, ballo in dodici, tarantella; in quello dei balli di coppia oltre valzer, polca e mazurka la scottish.

## Formazione
- Giorgio Castelli: fisarmonica, voce
- Stefano Tartaglia: piffero, zampogna, flauto e voce
- Silvio Trotta: mandolino, chitarra, voce

## Festival
- 2004 Isola Folk - Suisio (BG), Novigrad - Croazia
- 2005 Festival internazionale della zampogna - Scapoli (IS), Appennino Folk Festival - Piacenza
- 2006 Folkest - Crevatini Slovenia, Pifferi muse e zampogne -Arezzo, Le regioni dei suoni - Riolunato (MO)
- 2007 Osio Folk -Osio Sotto (BG)

## Discografia
- 2007 Umpa Umpa - Radici music Records

## Compilation
- 2006 Pifferi muse e zampogne 11ª edizione Arezzo
- 2007 Tribù Italiche  - Toscana -  World Music Magazine EDT